# Jean Mohamed Ben Abdejlil
Jean-Mohammed Benabdeljalil (arabe : جون محمد بن عبد الجليل, transcriptions alternatives : Abdeljalil ou Abd-el-Jalil) est un prêtre catholique marocain, né le 17 avril 1904 à Fès (Sultanat du Maroc), mort le 24 novembre 1979 à l'institut Gustave-Roussy de Villejuif.

## Biographie
Né dans la ville spirituelle du Maroc au sein d'une famille de notables musulmans de Fès, Mohammed commence par apprendre le Coran à l'Université Al Quaraouiyine à Fès puis accompagne à 9 ans ses parents en pèlerinage à La Mecque. Il fréquente à partir de 1922 le lycée Gouraud, où il obtient son baccalauréat en 1925, tout en étant pensionnaire à l'école de Foucauld, tenue par des pères franciscains à Rabat. C'est à ce moment qu'il développe un intérêt pour la religion chrétienne.
Mohammed Benabdeljalil se convertit au catholicisme et se fait baptiser en 1928, avec pour parrain l'orientaliste Louis Massignon. Cette conversion provoque à l'époque l'envoi à Paris d'une note confidentielle des services de renseignement français au Maroc, qui craignent qu'elle ne provoque des troubles dans le protectorat. 
Dans les années 1930, il publie anonymement dans la revue En terre d’Islam, un appel « proposant aux fidèles de consacrer le vendredi à prier pour nos frères éloignés », à l’origine d’une « Ligue de prière du vendredi pour la conversion des musulmans ». Plus tard, il rédige également une « Neuvaine pour la conversion des musulmans ».
L’Académie des sciences d’outre-mer lui décerne le prix maréchal-Louis-Hubert-Lyautey en 1945 pour Brève histoire de la littérature arabe.
Il a pour frère Omar Benabdeljalil, homme politique marocain, l'un des fondateurs et dirigeant du mouvement national marocain et du Parti de l'Istiqlal.